# Połaniec (stacja kolejowa)
Połaniec – stacja kolejowa w Łęgu, w województwie świętokrzyskim, w Polsce. Stacja położona jest na linii Rytwiany – Połaniec. Obsługuje ruch towarowy. Znajduje się na niej bocznica rozładunkowa.